# Cryptoprymna xizangensis
Cryptoprymna xizangensis är en stekelart som beskrevs av Yin-Xia Liao och Huang 1988. Cryptoprymna xizangensis ingår i släktet Cryptoprymna och familjen puppglanssteklar. Inga underarter finns listade i Catalogue of Life.